# Altica ignita
Altica ignita är en skalbaggsart som beskrevs av Johann Karl Wilhelm Illiger 1807. Altica ignita ingår i släktet Altica och familjen bladbaggar. Inga underarter finns listade i Catalogue of Life.